# فهرست شهرستان‌های کانزاس
فهرست شهرستان‌های کانزاس (به انگلیسی: List of counties in Kansas)
| نام شهرستان               | مرکز شهرستان          | تأسیس | جمعیت   | مساحت          | نقشه |
| ------------------------- | --------------------- | ----- | ------- | -------------- | ---- |
| شهرستان آلن، کانزاس       | ایولا، کانزاس         | ۱۸۵۵  | ۱۳٬۳۱۹  | ۵۰۳ مایل‌مربع   |      |
| شهرستان اندرسون، کانزاس   | گارنت، کانزاس         | ۱۸۵۵  | ۷٬۹۱۷   | ۵۸۳ مایل‌مربع   |      |
| شهرستان اچیسون، کانزاس    | اچسن، کانزاس          | ۱۸۵۵  | ۱۶٬۸۱۳  | ۴۳۲ مایل‌مربع   |      |
| شهرستان باربر، کانزاس     | مدسین لاج، کانزاس     | ۱۸۶۷  | ۴٬۸۶۱   | ۱٬۱۳۴ مایل‌مربع |      |
| شهرستان بارتون، کانزاس    | گریت بند، کانزاس      | ۱۸۶۷  | ۲۷٬۵۵۷  | ۸۹۴ مایل‌مربع   |      |
| شهرستان بوربن، کانزاس     | فورت اسکات، کانزاس    | ۱۸۵۵  | ۱۴٬۸۹۷  | ۶۳۷ مایل‌مربع   |      |
| شهرستان براون، کانزاس     | هایواتا، کانزاس       | ۱۸۵۵  | ۹٬۸۸۱   | ۵۷۱ مایل‌مربع   |      |
| شهرستان باتلر، کانزاس     | ال دورادو، کانزاس     | ۱۸۵۵  | ۶۵٬۸۲۷  | ۱٬۴۲۸ مایل‌مربع |      |
| شهرستان چیس، کانزاس       | کاتنوود فالز، کانزاس  | ۱۸۵۹  | ۲٬۷۵۷   | ۷۷۶ مایل‌مربع   |      |
| شهرستان شتکوا، کانزاس     | سیدن، کانزاس          | ۱۸۷۵  | ۳٬۵۷۱   | ۶۴۲ مایل‌مربع   |      |
| شهرستان چروکی، کانزاس     | کلمبوس، کانزاس        | ۱۸۵۵  | ۲۱٬۲۲۶  | ۵۸۷ مایل‌مربع   |      |
| شهرستان شاین، کانزاس      | سنت فرانسیس، کانزاس   | ۱۸۷۳  | ۲٬۶۷۸   | ۱٬۰۲۰ مایل‌مربع |      |
| شهرستان کلارک، کانزاس     | اشلند، کانزاس         | ۱۸۸۵  | ۲٬۱۸۱   | ۹۷۵ مایل‌مربع   |      |
| شهرستان کلی، کانزاس       | کلی سنتر، کانزاس      | ۱۸۵۷  | ۸٬۵۳۱   | ۶۴۴ مایل‌مربع   |      |
| شهرستان کلاود، کانزاس     | کانکوردیا، کانزاس     | ۱۸۶۶  | ۹٬۳۹۷   | ۷۱۶ مایل‌مربع   |      |
| شهرستان کوفی، کانزاس      | بورلینگتون، کانزاس    | ۱۸۵۵  | ۸٬۵۰۲   | ۶۳۰ مایل‌مربع   |      |
| شهرستان کومانچی، کانزاس   | کولدواتر، کانزاس      | ۱۸۶۷  | ۱٬۹۱۳   | ۷۸۸ مایل‌مربع   |      |
| شهرستان کاولی، کانزاس     | وینفیلد، کانزاس       | ۱۸۶۷  | ۳۶٬۲۸۸  | ۱٬۱۲۶ مایل‌مربع |      |
| شهرستان کرافورد، کانزاس   | جیرارد، کانزاس        | ۱۸۶۷  | ۳۹٬۳۶۱  | ۵۹۳ مایل‌مربع   |      |
| شهرستان دکاتور، کانزاس    | اوبرلین، کانزاس       | ۱۸۷۳  | ۲٬۸۷۱   | ۸۹۴ مایل‌مربع   |      |
| شهرستان دیکینسون، کانزاس  | ابیلین، کانزاس        | ۱۸۵۷  | ۱۹٬۷۶۲  | ۸۴۸ مایل‌مربع   |      |
| شهرستان دونیپهان، کانزاس  | تروی، کانزاس          | ۱۸۵۵  | ۷٬۸۶۴   | ۳۹۲ مایل‌مربع   |      |
| شهرستان داگلاس، کانزاس    | لورنس، کانزاس         | ۱۸۵۵  | ۱۱۲٬۸۶۴ | ۴۵۷ مایل‌مربع   |      |
| شهرستان ادواردز، کانزاس   | کینسلی، کانزاس        | ۱۸۷۴  | ۲٬۹۷۹   | ۶۲۲ مایل‌مربع   |      |
| شهرستان الک، کانزاس       | هاوارد، کانزاس        | ۱۸۷۵  | ۲٬۷۲۰   | ۶۴۸ مایل‌مربع   |      |
| شهرستان الیس، کانزاس      | هیز، کانزاس           | ۱۸۶۷  | ۲۹٬۰۵۳  | ۹۰۰ مایل‌مربع   |      |
| شهرستان الزورت، کانزاس    | الزورت، کانزاس        | ۱۸۶۷  | ۶٬۴۹۴   | ۷۱۶ مایل‌مربع   |      |
| شهرستان فینی، کانزاس      | گاردن سیتی، کانزاس    | ۱۸۸۳  | ۳۷٬۲۰۰  | ۱٬۳۰۰ مایل‌مربع |      |
| شهرستان فورد، کانزاس      | داج سیتی، کانزاس      | ۱۸۶۷  | ۳۴٬۷۵۲  | ۱٬۰۹۹ مایل‌مربع |      |
| شهرستان فرانکلین، کانزاس  | اوتاوا، کانزاس        | ۱۸۵۵  | ۲۵٬۹۰۶  | ۵۷۴ مایل‌مربع   |      |
| شهرستان گاری، کانزاس      | جانکشن سیتی، کانزاس   | ۱۸۵۵  | ۳۸٬۰۱۳  | ۳۸۴ مایل‌مربع   |      |
| شهرستان گو، کانزاس        | گوو سیتی، کانزاس      | ۱۸۶۸  | ۲٬۷۲۹   | ۱٬۰۷۲ مایل‌مربع |      |
| شهرستان گراهام، کانزاس    | هیل سیتی، کانزاس      | ۱۸۶۷  | ۲٬۵۷۸   | ۸۹۸ مایل‌مربع   |      |
| شهرستان گرانت، کانزاس     | ایولیسیز، کانزاس      | ۱۸۸۸  | ۷٬۹۲۳   | ۵۷۵ مایل‌مربع   |      |
| شهرستان گری، کانزاس       | سیمران، کانزاس        | ۱۸۸۷  | ۶٬۰۳۰   | ۸۶۹ مایل‌مربع   |      |
| شهرستان گریلی، کانزاس     | تریبیون، کانزاس       | ۱۸۷۳  | ۱٬۲۹۸   | ۷۷۸ مایل‌مربع   |      |
| شهرستان گرینوود، کانزاس   | یوریکا، کانزاس        | ۱۸۵۵  | ۶٬۴۵۴   | ۱٬۱۴۰ مایل‌مربع |      |
| شهرستان همیلتون، کانزاس   | سیرکیوس، کانزاس       | ۱۸۷۳  | ۲٬۶۳۹   | ۹۹۶ مایل‌مربع   |      |
| شهرستان هارپر، کانزاس     | آنتونی، کانزاس        | ۱۸۶۷  | ۵٬۹۱۱   | ۸۰۲ مایل‌مربع   |      |
| شهرستان هاروی، کانزاس     | نیوتن، کانزاس         | ۱۸۷۲  | ۳۴٬۸۵۲  | ۵۳۹ مایل‌مربع   |      |
| شهرستان هسکل، کانزاس      | سوبلت، کانزاس         | ۱۸۸۷  | ۴٬۲۵۶   | ۵۷۷ مایل‌مربع   |      |
| شهرستان هاجمن، کانزاس     | جتمور، کانزاس         | ۱۸۶۷  | ۱٬۹۶۳   | ۸۶۰ مایل‌مربع   |      |
| شهرستان جکسون، کانزاس     | هولتون، کانزاس        | ۱۸۵۵  | ۱۳٬۴۴۹  | ۶۵۷ مایل‌مربع   |      |
| شهرستان جفرسن، کانزاس     | آسکلوسا، کانزاس       | ۱۸۵۵  | ۱۸٬۹۴۵  | ۵۳۶ مایل‌مربع   |      |
| شهرستان جوئل، کانزاس      | منکیتو، کانزاس        | ۱۸۶۷  | ۳٬۰۴۶   | ۹۰۹ مایل‌مربع   |      |
| شهرستان جانسون، کانزاس    | اولیتا، کانزاس        | ۱۸۵۵  | ۵۵۹٬۹۱۳ | ۴۷۷ مایل‌مربع   |      |
| شهرستان کرنی، کانزاس      | لیکین، کانزاس         | ۱۸۸۷  | ۳٬۹۶۸   | ۸۷۰ مایل‌مربع   |      |
| شهرستان کینگمن، کانزاس    | کینگمان، کانزاس       | ۱۸۷۲  | ۷٬۸۶۳   | ۸۶۴ مایل‌مربع   |      |
| شهرستان کیووا، کانزاس     | گرینزبورگ، کانزاس     | ۱۸۸۶  | ۲٬۴۹۶   | ۷۲۲ مایل‌مربع   |      |
| شهرستان لابت، کانزاس      | آسویگوو، کانزاس       | ۱۸۶۷  | ۲۱٬۲۸۴  | ۶۴۹ مایل‌مربع   |      |
| شهرستان لین، کانزاس       | دیگتون، کانزاس        | ۱۸۵۵  | ۱٬۷۰۴   | ۷۱۷ مایل‌مربع   |      |
| شهرستان لیون‌ورت، کانزاس   | لیونورت، کانزاس       | ۱۸۵۵  | ۷۷٬۷۳۹  | ۴۶۳ مایل‌مربع   |      |
| شهرستان لینکلن، کانزاس    | لینکلن سنتر، کانزاس   | ۱۸۶۷  | ۳٬۱۷۴   | ۷۱۹ مایل‌مربع   |      |
| شهرستان ، کانزاس          | ماوند سیتی، کانزاس    | ۱۸۵۵  | ۹٬۴۴۱   | ۵۹۹ مایل‌مربع   |      |
| شهرستان لوگان، کانزاس     | اووکلی، کانزاس        | ۱۸۸۸  | ۲٬۷۸۴   | ۱٬۰۷۳ مایل‌مربع |      |
| شهرستان لیون، کانزاس      | امپوریا، کانزاس       | ۱۸۶۲  | ۳۳٬۷۴۸  | ۸۵۱ مایل‌مربع   |      |
| شهرستان ماریون، کانزاس    | ماریون، کانزاس        | ۱۸۶۰  | ۱۲٬۳۴۷  | ۹۴۳ مایل‌مربع   |      |
| شهرستان مارشال، کانزاس    | ماریسویل، کانزاس      | ۱۸۵۵  | ۱۰٬۰۲۲  | ۹۰۳ مایل‌مربع   |      |
| شهرستان مک‌فرسون، کانزاس   | مک‌فرسون، کانزاس       | ۱۸۶۷  | ۲۹٬۳۵۶  | ۹۰۰ مایل‌مربع   |      |
| شهرستان مید، کانزاس       | مید، کانزاس           | ۱۸۸۵  | ۴٬۳۹۶   | ۹۷۸ مایل‌مربع   |      |
| شهرستان میامی، کانزاس     | پائولا، کانزاس        | ۱۸۵۵  | ۳۲٬۶۱۲  | ۵۷۷ مایل‌مربع   |      |
| شهرستان میچل، کانزاس      | بلویت، کانزاس         | ۱۸۶۷  | ۶٬۳۵۵   | ۷۰۰ مایل‌مربع   |      |
| شهرستان مونتگومری، کانزاس | ایندیپندنس، کانزاس    | ۱۸۶۷  | ۳۴٬۴۵۹  | ۶۴۵ مایل‌مربع   |      |
| شهرستان موریس، کانزاس     | کنسیل گروو، کانزاس    | ۱۸۵۵  | ۵٬۸۵۴   | ۶۹۷ مایل‌مربع   |      |
| شهرستان مورتون، کانزاس    | الخارت، کانزاس        | ۱۸۸۶  | ۳٬۱۶۹   | ۷۳۰ مایل‌مربع   |      |
| شهرستان نماها، کانزاس     | سنیکا، کانزاس         | ۱۸۵۵  | ۱۰٬۱۳۲  | ۷۱۹ مایل‌مربع   |      |
| شهرستان نیوشو، کانزاس     | ایری، کانزاس          | ۱۸۵۵  | ۱۶٬۴۰۶  | ۵۷۲ مایل‌مربع   |      |
| شهرستان نس، کانزاس        | نس سیتی، کانزاس       | ۱۸۶۷  | ۳٬۰۶۸   | ۱٬۰۷۵ مایل‌مربع |      |
| شهرستان نورتون، کانزاس    | نورتون، کانزاس        | ۱۸۶۷  | ۵٬۶۱۲   | ۸۷۸ مایل‌مربع   |      |
| شهرستان اوسیج، کانزاس     | لیندن، کانزاس         | ۱۸۵۵  | ۱۶٬۱۴۲  | ۷۰۴ مایل‌مربع   |      |
| شهرستان آزبورن، کانزاس    | آزبرن، کانزاس         | ۱۸۶۷  | ۳٬۸۰۶   | ۸۹۳ مایل‌مربع   |      |
| شهرستان اتاوا، کانزاس     | مینیاپولیس، کانزاس    | ۱۸۶۰  | ۶٬۰۷۲   | ۷۲۱ مایل‌مربع   |      |
| شهرستان پونی، کانزاس      | لارند، کانزاس         | ۱۸۶۷  | ۶٬۹۲۸   | ۷۵۴ مایل‌مربع   |      |
| شهرستان فیلیپس، کانزاس    | فیلیپسبورگ، کانزاس    | ۱۸۶۷  | ۵٬۵۱۹   | ۸۸۶ مایل‌مربع   |      |
| شهرستان پاتواتومی، کانزاس | وستمرلند، کانزاس      | ۱۸۵۷  | ۲۲٬۳۰۲  | ۸۴۴ مایل‌مربع   |      |
| شهرستان پرت، کانزاس       | پرت، کانزاس           | ۱۸۶۷  | ۹٬۷۲۸   | ۷۳۵ مایل‌مربع   |      |
| شهرستان راولینز، کانزاس   | اتوود، کانزاس         | ۱۸۷۳  | ۲٬۵۶۰   | ۱٬۰۷۰ مایل‌مربع |      |
| شهرستان رنو، کانزاس       | هاچینسون، کانزاس      | ۱۸۶۷  | ۶۴٬۴۳۸  | ۱٬۲۵۴ مایل‌مربع |      |
| شهرستان ریپابلیک، کانزاس  | بلویل، کانزاس         | ۱۸۶۸  | ۴٬۸۵۸   | ۷۱۶ مایل‌مربع   |      |
| شهرستان رایس، کانزاس      | لاینز، کانزاس         | ۱۸۶۷  | ۹٬۹۸۵   | ۷۲۷ مایل‌مربع   |      |
| شهرستان ریلی، کانزاس      | منهتن، کانزاس         | ۱۸۵۵  | ۷۵٬۵۰۸  | ۶۱۰ مایل‌مربع   |      |
| شهرستان روکس، کانزاس      | استاکتن، کانزاس       | ۱۸۶۷  | ۵٬۲۲۳   | ۸۸۸ مایل‌مربع   |      |
| شهرستان راش، کانزاس       | لا کرس، کانزاس        | ۱۸۶۷  | ۳٬۲۲۰   | ۷۱۸ مایل‌مربع   |      |
| شهرستان راسل، کانزاس      | راسل، کانزاس          | ۱۸۶۷  | ۶٬۹۴۶   | ۸۸۵ مایل‌مربع   |      |
| شهرستان سیلین، کانزاس     | سالینا، کانزاس        | ۱۸۶۰  | ۵۵٬۹۸۸  | ۷۲۰ مایل‌مربع   |      |
| شهرستان اسکات، کانزاس     | اسکات سیتی، کانزاس    | ۱۸۷۳  | ۴٬۹۳۷   | ۷۱۸ مایل‌مربع   |      |
| شهرستان سجویک، کانزاس     | ویچیتا، کانزاس        | ۱۸۶۷  | ۵۰۳٬۸۸۹ | ۱٬۰۰۰ مایل‌مربع |      |
| شهرستان سورد، کانزاس      | لیبرال، کانزاس        | ۱۸۷۳  | ۲۳٬۵۴۷  | ۶۴۰ مایل‌مربع   |      |
| شهرستان شاونی، کانزاس     | توپیکا                | ۱۸۵۵  | ۱۷۸٬۹۹۱ | ۵۵۰ مایل‌مربع   |      |
| شهرستان شریدن، کانزاس     | هاکسی                 | ۱۸۷۳  | ۲٬۵۳۸   | ۸۹۶ مایل‌مربع   |      |
| شهرستان شرمان، کانزاس     | گودلاند، کانزاس       | ۱۸۷۳  | ۶٬۱۱۳   | ۱٬۰۵۶ مایل‌مربع |      |
| شهرستان اسمیت، کانزاس     | اسمیت سنتر، کانزاس    | ۱۸۶۷  | ۳٬۷۶۵   | ۸۹۶ مایل‌مربع   |      |
| شهرستان استفورد، کانزاس   | سنت جان، کانزاس       | ۱۸۶۷  | ۴٬۳۵۸   | ۷۹۲ مایل‌مربع   |      |
| شهرستان استانتون، کانزاس  | جانسن سیتی، کانزاس    | ۱۸۸۷  | ۲٬۱۷۵   | ۶۸۰ مایل‌مربع   |      |
| شهرستان استیونز، کانزاس   | هوگوتون، کانزاس       | ۱۸۸۶  | ۵٬۷۵۶   | ۷۲۸ مایل‌مربع   |      |
| شهرستان سومنر، کانزاس     | ولینگتون، کانزاس      | ۱۸۶۷  | ۲۳٬۶۷۴  | ۱٬۱۸۲ مایل‌مربع |      |
| شهرستان توماس، کانزاس     | کولبی، کانزاس         | ۱۸۷۳  | ۷٬۹۴۱   | ۱٬۰۷۵ مایل‌مربع |      |
| شهرستان ترگو، کانزاس      | واکنی، کانزاس         | ۱۸۶۷  | ۲٬۹۸۶   | ۸۸۸ مایل‌مربع   |      |
| شهرستان وبانسی، کانزاس    | آلما، کانزاس          | ۱۸۵۵  | ۷٬۰۳۹   | ۷۹۸ مایل‌مربع   |      |
| شهرستان والاس، کانزاس     | شرون اسپرینگز، کانزاس | ۱۸۶۸  | ۷٬۰۳۹   | ۹۱۴ مایل‌مربع   |      |
| شهرستان واشینگتن، کانزاس  | واشینگتن، کانزاس      | ۱۸۵۷  | ۵٬۷۵۸   | ۸۹۸ مایل‌مربع   |      |
| شهرستان ویچیتا، کانزاس    | لئوتی، کانزاس         | ۱۸۷۳  | ۲٬۲۵۶   | ۷۱۹ مایل‌مربع   |      |
| شهرستان ویلسون، کانزاس    | فردونیا، کانزاس       | ۱۸۵۵  | ۹٬۱۰۵   | ۵۷۴ مایل‌مربع   |      |
| شهرستان وودسن، کانزاس     | یاتس سنتر، کانزاس     | ۱۸۵۵  | ۳٬۲۷۸   | ۵۰۱ مایل‌مربع   |      |
| شهرستان ویاندوت، کانزاس   | کانزاس‌سیتی، کانزاس    | ۱۸۵۹  | ۱۵۹٬۱۲۹ | ۱۵۱ مایل‌مربع   |      |